# Pierre d’Ailly
Pierre d’Ailly (latinul: Petrus Aliacensis vagy Petrus de Alliaco), (1350/1351 – 1420. augusztus 9.) francia teológus, csillagász, bíboros.

## Élete
Compiègne-ben született gazdag polgári családban. Párizsban tanult, ahol 1367-ben szerzett licenciátust a hét szabad művészet területén, és magiszteri fokozatot 1368-ban. 1372-re már aktívan részt vett az egyetem közéletében. 1375-ben bibliai tanulmányokat folytatott, 1376–77 során Petrus Lombardus Sententiáit tanulmányozta, végül 1381-ben doktorátust szerzett teológiából. Az egyetem navarrai kollégiumának rektora volt 1384-ben, ahol olyan későbbi tudósokat oktatott, mint Jean Gerson, illetve Nicolas de Clamanges.
D'Ailly akkor szerzett igazán hírnevet, mikor élére állt annak az egyetemi mozgalomnak, mely az akkori egyetemi kancellár, Blanchard eltávolítását célozta. D'Ailly VII. Kelemen pápa előtt hivatali visszaéléssel vádolta meg a kancellárt Avignonban. 1389 és 1395 között ő maga látta el a kancellári tisztet. Utódja Gerson lett, akivel együtt döntő szerepük volt, hogy a domonkos-rendet eltávolították az egyetemről, mivel azok elutasították a Szeplőtelen fogantatás dogmáját. Gersonnal együtt támogatta egy ökumenikus zsinat összehívását az egyházszakadás feloldására. Kezdeti ellenkezését legyőzve, d'Ailly részt vett mind a pisai (1409), mind a konstanzi zsinaton (1414), ahol Gersonnal együtt vezető szerepet játszottak, mint teológiai szakértők.
D'Ailly fényes egyházi pályát futott be: Le Puy, Noyon és Cambrai püspöke volt, XXIII. János pápa Cambrai érsekévé nevezte ki. Ezeken túlmenően királyi káplán és alamizsnaosztó is volt.

## Művei

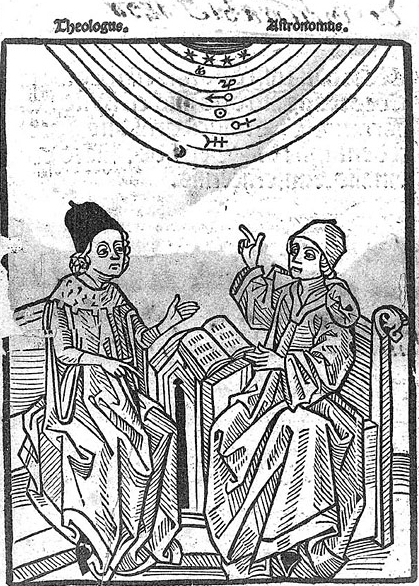
Concordantiae astronomiae cum theologia, Augsburg 1490: Teológia és Asztronómia egyetértései

Számos írásában állt ki egy egyetemes zsinat összehívása , és a kardinálisokból álló zsinat tévedhetetlensége mellett. Híres csillagászati műve, az Imago Mundi nagy hatást gyakorolt Kolumbuszra, aki ennek alapján számította ki a világ méretét, és a kontinensek közötti távolságot. D'Ailly írásaiban igyekezett összhangot teremteni az isteni mindenhatóság, és az emberi szabad akarat hatása között. Mind csillagászati munkásságát, mind a zsinat hatásköréről szóló írását egyfajta apokaliptikus szemlélet jellemzi: a csillagok állása segítségével például megpróbálta meghatározni, hogy az egyházszakadás az Antikrisztus eljövetelének jele-e.
Ismertebb műveinek listája
- Destructiones modorum significandi
- Super libros metheororum: de impressionibus aeris
- Quaestiones'
- Quaestiones super libros sententiarum cum quibusdam in fine adjunctis
- Tractatus de materia Concilii generalis
- Tractatus vel capita agendorum in concilio generali de reformatione ecclesiae
- Tractatus et sermones
- De Ecclesia, conciliis generalis et summi Ponitificis auctoritate
- Imago mundi
- Concordantiae astronomiae cum theologia necnon historicae veritatis narratione
- De quattuor gradibus scalae spiritualis

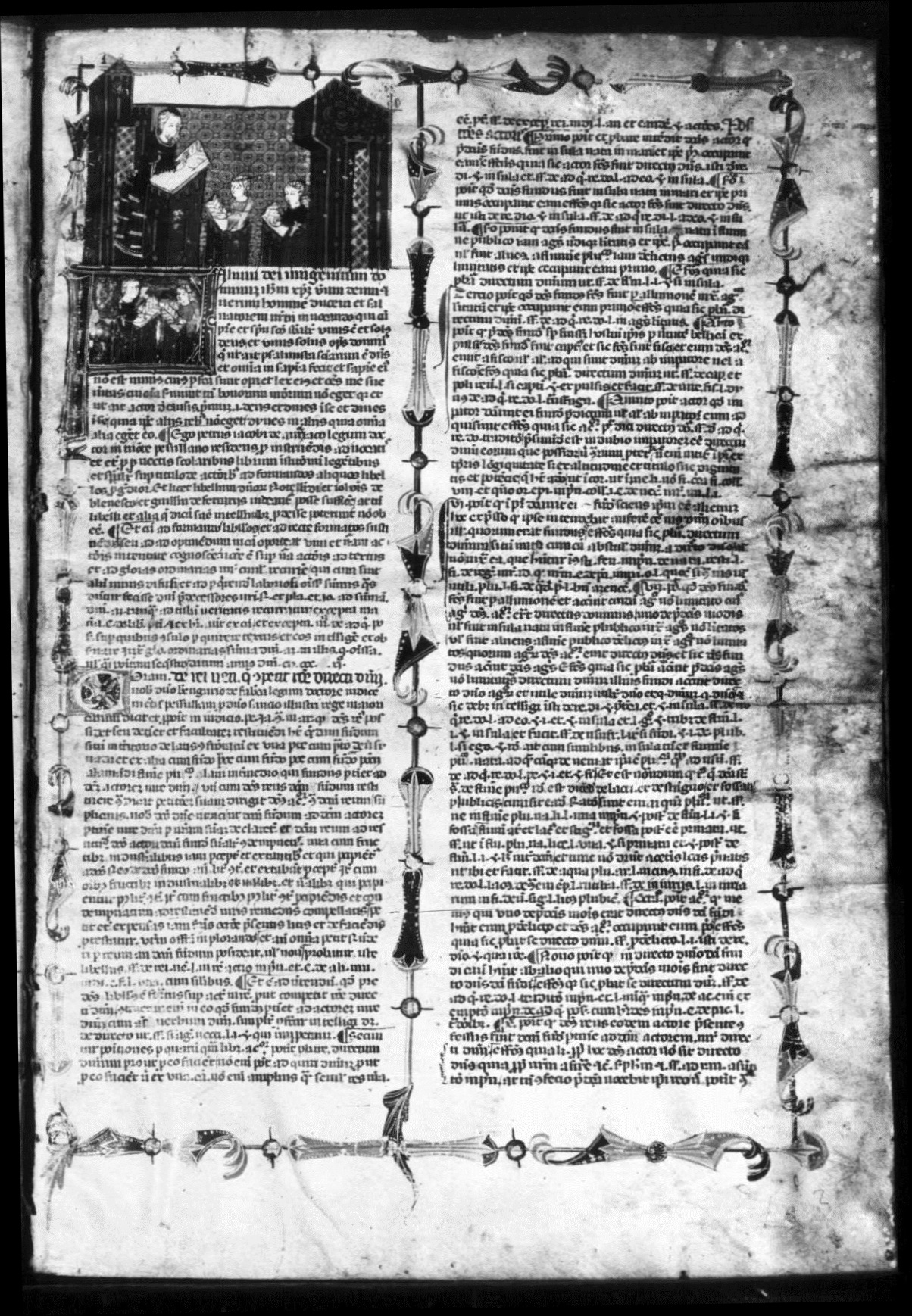
Lectura ad formandos libellos, Toledo, Biblioteca de la Catedral de Toledo.

## Halála
A konstanczi zsinat után d'Ailly visszatért Párizsba. Miután azonban a burgundi párt emberei 1419-ben megostromolták Párizst és megöltek néhány professzort, Avignonba menekült. Itt Gerson lakhelyéhez közel telepedett le, ám hamarosan, 1420-ban meghalt.

## Érdekesség
A Hold Aliacensis krátere Archiválva 2009. február 23-i dátummal a Wayback Machine-ben róla lett elnevezve.

## Fordítás
- Ez a szócikk részben vagy egészben  a   Pierre d'Ailly című angol Wikipédia-szócikk ezen változatának fordításán alapul.  Az eredeti cikk szerkesztőit annak laptörténete sorolja fel. Ez a jelzés csupán a megfogalmazás eredetét és a szerzői jogokat jelzi, nem szolgál a cikkben szereplő információk forrásmegjelöléseként.